# Сміттон (Міссурі)
Сміттон (англ. Smithton) — місто (англ. city) в США, в окрузі Петтіс штату Міссурі. Населення — 506 осіб (2020).

## Географія
Сміттон розташований за координатами 38°40′51″ пн. ш. 93°5′33″ зх. д. / 38.68083° пн. ш. 93.09250° зх. д. (38.680728, -93.092400).  За даними Бюро перепису населення США в 2010 році місто мало площу 0,78 км², з яких 0,78 км² — суходіл та 0,00 км² — водойми.

## Демографія
Згідно з переписом 2010 року, у місті мешкало 570 осіб у 206 домогосподарствах у складі 151 родини. Густота населення становила 731 особа/км².  Було 224 помешкання (287/км²).
Расовий склад населення:
| - 94,9 % — білих - 1,4 % — чорних або афроамериканців - 0,2 % — корінних американців - 0,2 % — азіатів - 1,6 % — осіб інших рас |

До двох чи більше рас належало 1,8 %. Частка іспаномовних становила 2,6 % від усіх жителів.
За віковим діапазоном населення розподілялося таким чином: 32,6 % — особи молодші 18 років, 57,9 % — особи у віці 18—64 років, 9,5 % — особи у віці 65 років та старші. Медіана віку мешканця становила 33,5 року. На 100 осіб жіночої статі у місті припадало 93,2 чоловіків;  на 100 жінок у віці від 18 років та старших — 90,1 чоловіків також старших 18 років.
Середній дохід на одне домашнє господарство  становив 43 809 доларів США (медіана — 43 088), а середній дохід на одну сім'ю — 48 638 доларів (медіана — 53 000). Медіана доходів становила 32 026 доларів для чоловіків та 22 009 доларів для жінок. За межею бідності перебувало 21,2 % осіб, у тому числі 35,0 % дітей у віці до 18 років та 17,1 % осіб у віці 65 років та старших.
Цивільне працевлаштоване населення становило 250 осіб. Основні галузі зайнятості: освіта, охорона здоров'я та соціальна допомога — 22,8 %, науковці, спеціалісти, менеджери — 15,6 %, виробництво — 14,4 %.